# Julija Biriukowa
Julija Siergiejewna Biriukowa (ros. Юлия Сергеевна Бирюкова; ur. 17 marca 1985 w Kurczatowie) – rosyjska florecistka, czterokrotna medalistka mistrzostw świata.
Walczyła lewą ręką. W 2003 roku zdobyła srebrny medal drużynowo na mistrzostwach świata juniorów w Trapani. Na rozgrywanych rok później mistrzostwach świata juniorów w Płowdiwie zdobyła złoto drużynowo i brąz indywidualnie. 
Podczas mistrzostw świata w Antalyi w 2009 roku Rosjanki w składzie: Aida Szanajewa, Łarisa Korobiejnikowa, Julija Biriukowa i Kamiłła Gafurzianowa zdobyły drużynowo srebrny medal. W tej samej konkurencji zdobyła następnie srebrne medale na mistrzostwach świata w Kazaniu (2014) i mistrzostwach świata w Moskwie (2015) oraz brązowy na mistrzostwach świata w Budapeszcie (2013).
Na mistrzostwach Europy w Płowdiwie w 2009 roku zdobyła drużynowo srebrny medal. Druga w tej konkurencji była też na mistrzostwach Europy w Strasburgu (2014) i mistrzostwach Europy w Montreux (2015). Ponadto na ME 2014 wywalczyła brązowy medal w turnieju indywidualnym.
Nigdy nie wzięła udziału w igrzyskach olimpijskich.
Ukończyła Państwowy Uniwersytet Techniczny w Kursku, Studiowała w Państwowej Akademii Kultury Fizycznej, Sportu i Turystyki w Smoleńsku. Jest zamężna, ma córkę Dianę.